# Chichicaxtle, Veracruz
Chichicaxtle är en ort i Mexiko.   Den ligger i kommunen Puente Nacional och delstaten Veracruz, i den sydöstra delen av landet, 280 km öster om huvudstaden Mexico City. Chichicaxtle ligger 125 meter över havet och antalet invånare är 1 910.
Terrängen runt Chichicaxtle är lite kuperad, och sluttar brant österut. Runt Chichicaxtle är det ganska tätbefolkat, med 108 invånare per kvadratkilometer. Närmaste större samhälle är Paso de Ovejas, 7,1 km söder om Chichicaxtle. Trakten runt Chichicaxtle består till största delen av jordbruksmark.